# Monte Rinaldo
Monte Rinaldo là một đô thị ở tỉnh Ascoli Piceno ở vùngMarche, cách khoảng 70 km về phía nam của Ancona và khoảng 20 km về phía bắc của Ascoli Piceno. Đến thời điểm ngày 31 tháng 12 năm 2004, đô thị này có dân số là 416 người và diện tích là 7,8 km².
Monte Rinaldo giáp các đô thị: Monsampietro Morico, Montalto delle Marche, Montelparo, Montottone, Ortezzano.